# Espacio de color sRGB

Diagrama cromático xy de CIE 1931 mostrando el espectro del espacio sRGB y situación de los colores primarios. El punto blanco D65 se encuentra en el centro.

El espacio de color sRGB, o estándar RGB (del inglés red green blue), es un espacio de color RGB creado en cooperación por Hewlett-Packard y Microsoft Corporation. Fue aprobado por el W3C, Exif, Intel, Pantone, Corel y otros muchos actores de la industria. Es también bien aceptado por el software libre como el GIMP, y es utilizado en formatos gráficos propietarios y libres como el PNG.
sRGB define el rojo, el verde y el azul como colores primarios, donde uno de los tres canales está en su valor máximo y los otros dos a cero. En las coordenadas cromáticas xy del Espacio de color CIE de 1931, el rojo está en [0.6400, 0.3300], el verde en [0.3000, 0.6000] y el azul en [0.1500, 0.0600]. El punto blanco es el punto blanco D65 situado en las coordenadas [0.3127,0.3290]. El resto de valores producen el color obtenido de multiplicar cada color primario por el valor de dicha curva y sumándolos todos juntos. El espacio sRGB ha sido criticado por el mal emplazamiento de estos colores primarios. Si limitamos los valores del rango 0-1, no seremos capaces de salir fuera del espectro del espacio (el triángulo producido por ellos), el cual sí que está dentro del conjunto de colores visibles por el ser humano. Sin embargo, los valores de estos primarios son de menor importancia que los de dicha curva de luminancia en reproducir una imagen lo mejor posible.
Es importante indicar que el espacio sRGB está diseñado para coincidir con el utilizado por los monitores CRT. Muchos programas de ordenador, tanto profesionales como domésticos, asumen que una imagen de 8 bits dispuesta en una pantalla con un buffer de 8 bits por canal se mostrará correctamente. Por esta razón se puede asumir que cualquier imagen de 8 bits sacada de Internet está dentro del espacio de color sRGB (en ausencia de cualquier perfil de color incluido en la imagen). De la misma forma, aquellos dispositivos no CRT, como pantallas LCD, cámaras digitales o impresoras, aunque no producen por naturaleza una curva sRGB, están construidos con sistemas de circuitos o programas de compensación que al final obedecen este estándar (aunque esto es menos cierto en equipos profesionales). Por esta razón se debe asumir que casi cualquier imagen con 8 bits por canal estará dentro del sRGB.
Este espacio de color aparte ha sido criticado por los profesionales del campo editorial, debido a su limitado espectro de color, lo que significa que algunos colores que son visibles, incluso algunos que pueden ser reproducidos en CMYK, no pueden ser representados en sRGB. En este sentido el espacio Adobe RGB es preferido como estándar.

## Especificación de la transformación

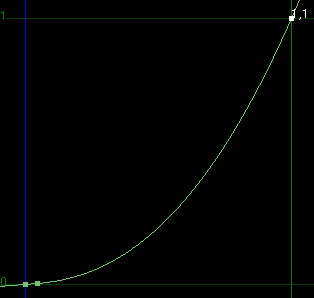
La porción lineal del espacio de color sRGB está diseñada para que la función sea inversa sin una pendiente infinita en cero. No hay necesidad de reproducirla en el hardware actual mientras este oculta de la luz reflejada tanto interna como ambiente incluso en los dispositivos de alto contraste.

Cálculo de valores triestímulos sRGB en coordenadas cromáticas CIE xy.
{\displaystyle {\begin{bmatrix}R\\G\\B\end{bmatrix}}={\begin{bmatrix}3.2406&-1.5372&-0.4986\\-0.9689&1.8758&0.0415\\0.0557&-0.2040&1.0570\end{bmatrix}}{\begin{bmatrix}X\\Y\\Z\end{bmatrix}}}
C puede ser R, G o B. a=0.055 y γ=2.4
- Si {\displaystyle C>1\,} entonces {\displaystyle C=1\,}
- Si {\displaystyle C<=0.0031308\,} entonces {\displaystyle C'=12.92C\,}
- Si {\displaystyle C>0.0031308\,} entonces {\displaystyle C'=(1+a)C^{1/\gamma }-a\,}
- {\displaystyle C''={\textrm {round}}(255C')\,}

### La transformación inversa
{\displaystyle {\begin{bmatrix}X\\Y\\Z\end{bmatrix}}={\begin{bmatrix}0.412424&0.357579&0.180464\\0.212656&0.715158&0.072186\\0.019332&0.119193&0.950444\end{bmatrix}}{\begin{bmatrix}g(R/255)\\g(G/255)\\g(B/255)\end{bmatrix}}}
donde...
{\displaystyle g(K)=\left({\frac {K+a}{1+a}}\right)^{\gamma }} para {\displaystyle K>0.04045\,}
si no, {\displaystyle g(K)={\frac {K}{12.92}}\,}

## Teoría de la transformación
La parte no lineal de la transformación fue diseñada para aproximarse a un gamma de 2.2, pero sin tener una pendiente cero en K=0, lo cual puede ser causa de problemas numéricos. Esto es más o menos cierto para la transformación sRGB. La condición que g(K) coincida en algunos {\displaystyle K_{0}} es:
{\displaystyle \left({\frac {K_{0}+a}{1+a}}\right)^{\gamma }={\frac {K_{0}}{\phi }}}
donde el valor estándar de {\displaystyle \phi =12.92} dicho arriba, nos da {\displaystyle K_{0}=0.04045}... y esta es la transformación utilizada. Si imponemos la condición de que la pendiente coincida también, entonces debemos tener:
{\displaystyle \gamma \left({\frac {K_{0}+a}{1+a}}\right)^{\gamma -1}\left({\frac {1}{1+a}}\right)={\frac {1}{\phi }}}
Ahora tenemos dos ecuaciones. Si sustituimos las dos incógnitas a {\displaystyle K_{0}} y {\displaystyle \phi } entonces podemos resolver a {\displaystyle K_{0}}=0.03928 y {\displaystyle \phi }=12.9232... Estos valores son usados algunas veces para la especificación sRGB, aunque no son estándar.